# فستوكة إيداهو
فستوكة إيداهو نوع نباتي يتبع جنس الفستوكة من الفصيلة النجيلية.
موطنه غرب الولايات المتحدة.

## الوصف النباتي
النبات عشبي معمر. لا ينتج النبات جذاميرًا.